# Cornet (okręg Bacău)
Cornet – wieś w Rumunii, w okręgu Bacău, w gminie Poduri. W 2011 roku liczyła 349 mieszkańców.